# Phil Hartman
Phil Hartman, all'anagrafe Philip Edward Hartmann (Brantford, 24 settembre 1948 – Los Angeles, 28 maggio 1998), è stato un attore, comico, doppiatore, sceneggiatore e grafico canadese naturalizzato statunitense, noto per essere stato membro del cast del Saturday Night Live dal 1986 al 1994 e per aver prestato la voce ai personaggi di Troy McClure e Lionel Hutz nella serie animata I Simpson.

## Biografia
Figlio di Doris Wardel e Rupert Hartmann, era il quarto di otto fratelli. Nato in Canada, si trasferì in California all'età di dieci anni. Si sposò tre volte: dal 1970 al 1972 con Gretchen Lewis; poi dal 1982 al 1985 con Lisa Strain; infine nel 1987 con Vicki Jo Omdahl, detta Brynn, dalla quale ebbe due figli: Sean Edward (1989) e Birgen (1992). Il matrimonio con la Omdahl fu travagliato a causa della dipendenza di quest'ultima dall'alcol e dalla droga, che la obbligò a entrare più volte in riabilitazione.
Il 28 maggio 1998 Hartman venne ucciso dalla moglie Brynn Omdahl, che a sua volta si tolse la vita. La sera del delitto, Hartman avrebbe minacciato di lasciarla se non si fosse disintossicata, cosa che indusse la moglie, ubriaca e sotto effetto di cocaina, a sparargli tre colpi mentre Hartman era in camera da letto, uccidendolo sul colpo. La donna chiamò un suo amico confessandogli l'omicidio; dopodiché, accanto alla salma del marito, rivolse la pistola su se stessa per suicidarsi. L'amico arrivò in casa Hartman trovando i due cadaveri.
A proposito della morte di Hartman, Dan Snierson di Entertainment Weekly disse che era "l'ultimo nome che ti saresti aspettato di trovare sui titoli di cronaca nera del tuo quotidiano preferito", descrivendolo come "un tipo normalissimo, benvoluto da tutti quelli che avevano avuto modo di lavorare con lui". Il corpo di Hartman venne cremato dopo i funerali e le ceneri vennero disperse nella Emerald Bay di Santa Catalina, in California.
Il personaggio di Zapp Brannigan nella serie Futurama, sempre creata da Matt Groening, era stato ideato per essere doppiato da Hartman ma, a causa della sua morte, venne doppiato da Billy West. Il protagonista Philip J. Fry è stato chiamato così in onore di Hartman dal creatore della serie Matt Groening. 

## Filmografia

### Cinema
- Stunt Rock, regia di Brian Trenchard-Smith (1980)
- The Gong Show Movie, regia di Chuck Barris (1980)
- Cheech and Chong's Next Movie, regia di Tommy Chong (1980)
- America, America (Pandemonium), regia di Alfred Sole (1982)
- Weekend Pass, regia di Lawrence Bassoff (1984)
- Pee-wee's Big Adventure, regia di Tim Burton (1985)
- Last Resort, regia di Zane Buzby (1986)
- Una pazza giornata di vacanza (Ferris Bueller's Day Off), regia di John Hughes (1986)
- Jumpin' Jack Flash, regia di Penny Marshall (1986)
- I tre amigos! (¡Three Amigos!), regia di John Landis (1986)
- Appuntamento al buio (Blind Date), regia di Blake Edwards (1987)
- Donne amazzoni sulla Luna (Amazon Women on the Moon), regia di Joe Dante (1987)
- Fletch - Cronista d'assalto (Fletch Lives), regia di Michael Ritchie (1989)
- Commissione d'esame (How I Got Into College), regia di Savage Steve Holland (1989)
- Scappiamo col malloppo (Quick Change), regia di Bill Murray e Howard Franklin (1990)
- Palle in canna (National Lampoon's Loaded Weapon 1), regia di Gene Quintano (1993) - cameo
- CB4, regia di Tamra Davis (1993)
- Teste di cono (Coneheads), regia di Steve Barron (1993)
- Caro zio Joe (Greedy), regia di Jonathan Lynn (1994)
- Due teneri angioletti (The Crazysitter), regia di Michael McDonald (1994)
- Scappa e vinci (Houseguest), regia di Randall Miller (1995)
- Sergente Bilko (Sgt. Bilko), regia di Jonathan Lynn (1996)
- Una promessa è una promessa (Jingle All the Way), regia di Brian Levant (1996)
- Small Soldiers, regia di Joe Dante (1998) - postumo

### Televisione
- The Pee Wee Herman Show, regia di Paul Reubens e Marty Callner - film TV (1981)
- Pee-wee's Playhouse - serie TV, 6 episodi (1986)
- NewsRadio - serie TV, 75 episodi (1995-1998)
- Una famiglia del terzo tipo (3rd Rock from the Sun) - serie TV, 2 episodi (1996-1998)
- La seconda guerra civile americana (The Second Civil War), regia di Joe Dante - film TV (1997)

## Doppiaggio
- Denny - serie TV, 65 episodi (1986)
- Balle spaziali (Spaceballs), regia di Mel Brooks (1987)
- Le avventure del piccolo tostapane (The Brave Little Toaster), regia di Jerry Rees (1987)
- Kiki - Consegne a domicilio (Majo no takkyūbin), regia di Hayao Miyazaki (1989) - voce di Jiji nel doppiaggio inglese curato dalla Disney
- I Simpson - serie TV, 52 episodi (1991-1998) - Troy McClure e Lionel Hutz
- Pagemaster - L'avventura meravigliosa (The Pagemaster), regia di Joe Johnston (1994)
- Stuart Saves His Family, regia di Harold Ramis (1995) - non accreditato
- Buster & Chauncey's Silent Night, regia di Buzz Potamkin (1998)

## Doppiatori italiani
Nelle versioni in italiano dei suoi film, Phil Hartman è stato doppiato da:
- Alessandro Rossi in Appuntamento al buio, Mia moglie è una pazza assassina?
- Carlo Valli in Sergente Bilko, Small Soldiers
- Sergio Di Stefano in Caro zio Joe, Scappa e vinci
- Stefano Benassi in Pee-wee's Big Adventure
- Romano Malaspina in Una pazza vacanza di Natale
- Nino Prester in Scappiamo col malloppo
- Angelo Nicotra in Teste di cono
- Mino Caprio in Due teneri angioletti
- Danilo De Girolamo in Una promessa è una promessa
- Gino La Monica in La seconda guerra civile americana

Da doppiatore è sostituito da:
- Fabrizio Pucci ne I Simpson (Troy McClure, st. 1-6)
- Paolo Marchese ne I Simpson (Troy McClure, st. 7-10)
- Maurizio Romano ne I Simpson (Lionel Hutz, Troy McClure ep. 2x16)
- Franco Mannella ne I Simpson (Troy McClure, ep. 3x14)
- Manfredi Aliquò ne I Simpson (Troy McClure, ep. 9x14)
- Franco Chillemi ne I Simpson (Lionel Hutz, ep. 6x22)
- Roberto Certomà ne I Simpson (Lionel Hutz, ep. 9x08)
- Paolo Bonolis ne I Simpson (Lionel Hutz, ep. 9x09)
- Giorgio Locuratolo ne I Simpson (Lyle Lanley, ep. 4x12)
- Nanni Baldini ne I Simpson (Lyle Lanley, ep. 9x11)
- Bruno Alessandro ne I Simpson (Horst)
- Andrea Ward ne I Simpson (Tom)
- Teo Bellia ne I Simpson (Evan Conover)
- Dante Biagioni in Pagemaster - L'avventura meravigliosa
- Giorgio Melazzi in Denny